# Джинд
Джинд (англ. Jind, хинди जींद) — город на севере Индии, в штате Харьяна, административный центр одноимённого округа.

## История
В прошлом город являлся столицей одноимённого туземного княжества, основанного в 1763 году раджой Гаджпатом Сингхом (Gajpat Singh). В период с 1809 по 1947 год Джинд находился под британским протекторатом. В 1948 году княжество вошло в состав штата Патиала и союз государств восточного Пенджаба независимой Индии.

## География
Город находится в центральной части Харьяны, на высоте 226 метров над уровнем моря.
Джинд расположен на расстоянии приблизительно 155 километров к юго-юго-западу (SSW) от Чандигарха, административного центра штата и на расстоянии 80 километров к северо-западу от Нью-Дели, столицы страны.

## Демография
По данным официальной переписи 2011 года численность населения города составляла 166 225 человек, из которых мужчины составляли 53,3 %, женщины — соответственно 46,7 %. Уровень грамотности населения составлял 74,16 %. Среди мужчин, уровень грамотности составлял 80,3 %, среди женщин — 67,1 %. 11,3 % населения составляли дети до 6 лет.

## Экономика и транспорт
Город является центром торговли зерном. На его территории также расположен ряд хлопкоочистительных предприятий.

Сообщение Джинда с другими городами Индии осуществляется посредством железнодорожного и автомобильного транспорта. Ближайший аэропорт (ICAO: VIBW) расположен в городе Бхивани.